# Nature morte aux poissons (Clara Peeters)
Pour le tableau de Willem Ormea, voir Nature morte aux poissons.
Nature morte aux poissons (en néerlandais : Stilleven met vis) est un tableau réalisé par la peintre anversoise Clara Peeters avant 1620. Le Musée royal des Beaux-Arts d'Anvers l'a acheté en 1905 à Nieuwkerken-Waas au peintre Jozef Van Snick.

## Contexte
Les étals de marché, avec ou sans poissons, sont devenus un sujet de prédilection des peintres aux Pays-Bas à partir de la seconde moitié du XVIe siècle. Au tournant du siècle (vers 1600), la nature morte indépendante est née de la scène de marché. La représentante la plus importante de ce genre nouveau est peut-être Clara Peeters. Des peintres tels que Pierre Binoit (? – 1632), Pieter Claesz (1597/8 – 1660) et Georg Flegel (1563 – 1638) étaient également friands du sujet.

## Description
Le tableau représente une carpe et un brochet dans une passoire en terre cuite au centre. À droite, on trouve du poisson fumé, des crevettes et des huîtres, et à gauche des écrevisses.
Son style se rapproche de celui d'Osias Beert, qui était probablement son professeur. Son talent se manifeste par le fait qu'elle a utilisé diverses techniques dans cette œuvre. Par exemple, elle a peint la carpe en utilisant de très fines couches de peinture, ce qui a donné une surface lisse et vitreuse. Parce qu'elle a utilisé si peu de peinture, la couleur du sol est en partie visible. Pour les écrevisses, en revanche, elle a utilisé des couches de peinture pâteuses et épaisses. Elle a ensuite appliqué des reflets nets et pâteux qui se déposent comme de petites bosses sur la peinture et donnent à la surface une belle structure. Elle a de nouveau utilisé une technique différente pour le reflet des homards dans le bol en étain. Ici, elle a laissé les tons couler doucement les uns dans les autres. On dirait presque qu'elle a frotté les différentes couleurs ensemble. Cette combinaison de techniques a abouti à un remarquable effet tridimensionnel.

## Signature et date
Sur base du style et de la composition de Nature morte aux poissons, les historiens de l'art datent l'œuvre d'environ 1620 ou avant. Le National Museum of Women in the Arts de Washington possède une nature morte similaire de Peeters. Elle a le même thème avec une passoire en terre cuite, du brochet, du poisson fumé, des crevettes et des huîtres sur la table. Sur cette œuvre, par contre, Peeters a peint un chat et rempli abondamment la passoire, en omettant les écrevisses. Les deux œuvres présentent des similitudes de style et de composition avec d'autres œuvres de la période 1620, ce qui rend cette datation logique. Par rapport aux vues à vol d'oiseau précédentes, Peeters a choisi un point de vue plus bas et sa palette de couleurs est plus monochrome.
Dans le coin inférieur gauche on distingue deux signatures (CLARA. P). Il s'agit d'un repentir : Peeters a probablement d'abord appliqué la première signature, mais elle était largement couverte lorsqu'elle a abaissé la table, ce qui explique la présence de la seconde signature.

## Restauration
Des restaurations anciennes avaient beaucoup altéré Nature morte aux poissons. La couche picturale était recouverte de plusieurs couches de vernis jauni, qui donnaient à l'œuvre un ton beaucoup plus chaleureux que prévu.
De plus, la taille de la peinture avait également changé au fil du temps, car des restaurateurs précédents avaient fixé une latte de trois centimètres au sommet de l'œuvre. Les restaurateurs des Musées royaux des Beaux-Arts d'Anvers ont pu le déduire car un bord biseauté est visible au dos de l'œuvre. Les dimensions d'autres panneaux de Clara Peeters soutiennent l'hypothèse selon laquelle Nature morte aux poissons s'est agrandie au fil du temps. 
L'objectif des restaurateurs du musée royal des Beaux-Arts d'Anvers était d'annuler les modifications ci-dessus et de restaurer le tableau dans son état d'origine. Ils ont donc enlevé les couches jaunes de vernis. Cela leur a permis de revoir la technique de peinture de Peeters. Ils ont aussi découvert que Peeters utilisait de manière optimale les possibilités offertes par la peinture à l'huile.